# 오지만디아스

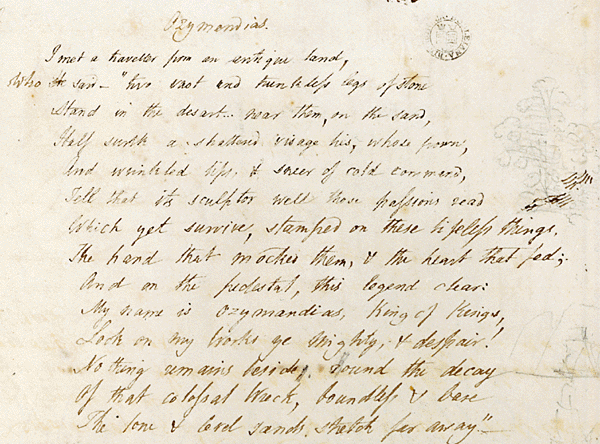

오지만디아스(Ozymandias)는 영국의 낭만주의 시인 퍼시 비시 셸리(Percy Bysshe Shelley)가 창작한 소네트(sonnet)이다. 1818년 1월 11일 런던의 이그재미너(Examiner)지에 처음 발표되었다.
제목 오지만디아스(Ozymandias)는 고대 이집트 제19왕조 제3대 파라오 람세스 2세의 그리스어 명칭에서 기원했다.

## 원문
I met a traveller from an antique land

Who said: Two vast and trunkless legs of stone

Stand in the desert. Near them, on the sand,

Half sunk, a shattered visage lies, whose frown,

And wrinkled lip, and sneer of cold command,

Tell that its sculptor well those passions read

Which yet survive, stamped on these lifeless things,

The hand that mocked them and the heart that fed: 

And on the pedestal these words appear:

"My name is Ozymandias, king of kings:

Look on my works, ye Mighty, and despair!"

Nothing beside remains. Round the decay

Of that colossal wreck, boundless and bare

The lone and level sands stretch far away.

## 해석
나는 고대의 나라에서 온 여행자를 만난 적이 있네.

그가 말하길 '돌로 되어 거대하지만 몸통은 없던 두 다리

사막에 서 있었네.

근처 모래 위에는

반쯤 묻힌 깨진 두상이 누워있었는데, 그 표정이 찌푸려져 있고,

주름진 입술엔 독선의 냉소가 감돌고 있었기에,

조각가에게 말하길 "왕의 정열을 잘 읽었구나.

그것을 조각한 조각가의 손과 그것에 생명력을 부여하던 왕의 심장을 뛰어넘어

생명없는 물체 위에 각인된 채로 살아남았소."

그리고 받침대 위에는 이런 글들이 적혀있었네-

"내 이름은 오지만디아스, 왕 중의 왕

너희 강대한 자들아, 나의 위업을 보라, 그리고 절망하라!"

그 옆엔 아무것도 없었네. 뭉툭하게 삭아버린

그 엄청난 잔해의 주위로, 끝이 없고 황량하며,

외롭고 평탄한 모래 벌판이 멀리까지 뻗어 있었네.'

## 같이 보기
- 바니타스화